# Burcu Biricik
Burcu Biricik (* 4. Mai 1989 in Elmalı, Antalya) ist eine türkische Schauspielerin.

## Leben
Burcu Biricik wurde in Elmalı in der Provinz Antalya geboren. 2006 wurde sie im in Antalya stattfindenden Schönheitswettbewerb Akdeniz Kraliçesi auserkoren. Nachdem sie sich aufgrund einer Anerkennung im Theaterfestival ihres Gymnasiums entschieden hatte, Schauspielerin zu werden, nahm sie am Schauspielunterricht im Stadttheater von Bornova teil, während sie gleichzeitig auf ihren Abschluss im Archäologiebereich der Ege Üniversitesi in Izmir hinarbeitete.
Biricik begann als Praktikantin im Stadttheater Bornova. Dort spielte sie in Theaterstücken wie İkinin Biri, Yaşlı Hanımın Ziyareti, Gözlerimi Kaparım, Vazifemi Yaparım und Yedi Kocalı Hürmüz. 2007 spielte sie zum ersten Mal im Fernsehen als Nebenrolle der Show-TV-Serie Maçolar. Nachdem sie später den Kurzfilm Toprağın günlüğü gedreht hatte, teilte sie sich den ersten Platz mit Alican Aytekin im Schauspielwettbewerb Artiz Mektebi auf dem Sender Kanal D. Außerdem erhielt sie noch kleinere Rollen in den Serien Muhteşem Yüzyıl (2011) und Ustura Kemal (2012). Auf der auf Show TV ausgestrahlten Serie Düşman Kardeşler führte sie 2012 auch die Rolle von Derya aus Thrakien aus.
Biricik spielte später die Rolle von Seda in der erfolgreichen Serie Beni Böyle Sev (2013) auf TRT 1 sowie in mehreren Werbespots auf türkischen Sendern und den Charakter Kübra in der 2014 von Kanal D produzierten Serie Şeref Meselesi. Außerdem verkörperte sie die Hauptfigur Hülya in der Serie Hayat Şarkısı auf Kanal D. Im Jahr 2020 spielte sie die Hauptrolle in der Netflix-Serie Fatma.